# 畳州
畳州（じょうしゅう）は、中国にかつて存在した州。南北朝時代から元代にかけて、現在の甘粛省テウォ県一帯に設置された。

## 概要
577年（建徳6年）、北周により畳州が設置された。西疆郡に属する畳川県・合川県・楽川県の1郡3県を管轄した。
583年（開皇3年）、隋が郡制を廃すると、西疆郡は廃止された。605年（大業元年）、畳州は廃止され、畳川・合川・楽川の3県は洮州に編入された。607年（大業3年）に州が廃止されて郡が置かれると、洮州は臨洮郡と改称された。
619年（武徳2年）、唐により畳州が置かれ、合川・畳川・楽川の3県を管轄した。742年（天宝元年）、畳州は合川郡と改称された。758年（乾元元年）、合川郡は畳州の称にもどされた。畳州は隴右道に属し、合川・常芬の2県を管轄した。764年（広徳2年）に吐蕃に占領され、畳州は廃止された。
元代に再び畳州が置かれた。のちに廃止された。